# Δ24-ステロールレダクターゼ
Δ24-ステロールレダクターゼ（Δ24-sterol reductase）は、次の化学反応を触媒する酸化還元酵素である。
5α-コレスト-7-エン-3β-オール + NADP+ {\displaystyle \rightleftharpoons } 5α-コレスタ-7,24-ジエン-3β-オール + NADPH + H+
反応式の通り、この酵素の基質は5α-コレスト-7-エン-3β-オールとNADP+、生成物は5α-コレスタ-7,24-ジエン-3β-オールとNADPHとH+である。
組織名はsterol:NADP+ Δ24-oxidoreductaseで、別名にlanosterol Δ24-reductaseがある。